# Apostolisches Vikariat Puerto Carreño
Das Apostolische Vikariat Puerto Puerto Carreño (lat.: Apostolicus Vicariatus Portus Carreniensis, span.: Vicariato Apostólico de Puerto Carreño) ist ein in Kolumbien gelegenes römisch-katholisches Apostolisches Vikariat mit Sitz in Puerto Carreño. 

## Geschichte
Das Apostolische Vikariat Puerto Carreño wurde am 22. Dezember 1999 durch Papst Johannes Paul II. aus Gebietsabtretungen der Apostolischen Präfektur Vichada errichtet.

## Apostolische Vikare von Puerto Carreño
- Alvaro Efrén Rincón Rojas CSsR, 1999–2010
- Francisco Antonio Ceballos Escobar CSsR, 2010–2020, dann Bischof von Riohacha
- Álvaro Mon Pérez CSsR, seit 2023